# Myrmica faniensis
Myrmica faniensis је инсект из реда Hymenoptera. 

## Угроженост
Ова врста се сматра рањивом у погледу угрожености врсте од изумирања.

## Распрострањење
Белгија је једино познато природно станиште врсте.

## Станиште
Врста Myrmica faniensis има станиште на копну.